# ART.Welten
ART.Welten - Društvo svobodnih umetnikov je neprofitno kulturno-umetniško društvo, ki deluje od julija 2005, s sedežem v Avstriji. Društvo deluje na področjih filma, literature, fotografije, glasbe, dramatike in slikarstva. Člani društva ustvarjajo, koordinirajo, vodijo, izvajajo in predstavljajo svoja ter pomagajo pri produkciji ostalih umetniških projektov. 
Cilji društva so:
- razširjanje nekonformne umetnosti
- kontakt z umetniki
- protest zoper diskriminacijo (homofobijo, seksizem, rasizem in druge oblike razvrednotenja ljudi zavoljo njihove narodnosti, barve kože, spolne usmerjenosti, spola, vere ali invalidnosti)
- opozarjanje na družbene tabuje
- svoboda umetniškega ustvarjanja
- toleranca umetniških del v širšem smislu
- integracija umetnosti v družbo

ART.Welten se razume kot talilni lonec različnih umetniških smeri in produkcij. Društvo se želi nenehno širiti, tako organizatoričino, kakor tudi umetniško. Tako je cilj skupine tudi širitev onkraj meja Avstrije.

## Do sedaj realizirani projekti
- Celovečerni film Anemonis (Monja Art, 2005)
- Eksperimentalni film Dobrodošli v mojem zaporu (Monja Art, 2006)
- Kratki film Kinematograf (Patrick Dorner, 2006)
- Video kolaž Zapiski anarhizma (Patrick Dorner, 2006) in To je digitalni svet! (Patrick Dorner, 2006)